# Savigny-Lévescault
Savigny-Lévescault település Franciaországban, Vienne megyében. Lakosainak száma 1247 fő (2022. január 1.). Savigny-Lévescault Fleuré, Mignaloux-Beauvoir, Nieuil-l’Espoir, Saint-Julien-l’Ars és Tercé községekkel határos.

## Népesség
A település népessége az elmúlt években az alábbi módon változott:
| Lakosok száma | 1120 | 1148 | 1198 | 1168 | 1178 | 1187 | 1208 | 1223 | 1247 |
|               | 2013 | 2015 | 2016 | 2017 | 2018 | 2019 | 2020 | 2021 | 2022 |